# De Schatten van Peru
De Schatten van Peru was een expositie over de oudste bewoners van Peru die gehouden werd van 21 augustus - 31 oktober 1954 in het Centraal Museum in Utrecht.
De tentoonstelling was het initiatief van professor C.F.A. van Dam, hoogleraar in de Spaanse taal- en letterkunde aan de Rijksuniversiteit Utrecht; zij werd gerealiseerd door de directrice van het Centraal Museum Elisabeth Houtzager, in samenwerking met de Stichting "Het Spaans Instituut" van de universiteit en met steun van het Prins Bernhard Fonds. Er kwamen 350 objecten op de museumvloer, die alle afkomstig waren van negentien bruikleengevers uit binnen- en buitenland. Naast voorwerpen uit particuliere verzamelingen, zoals die van Hans Feriz en de archeologe Guda van Giffen-Duyvis, kwamen de objecten vooral uit de collecties van het Nederlandse Wereldmuseum Amsterdam en het Museum voor Land- en Volkenkunde (het huidige Wereldmuseum Rotterdam), en uit kunst- en volkenkundige musea uit Bremen, Detmold, Dortmund, Frankfurt, Hamburg, Hannover, Keulen, Osnabrück, Brussel, Parijs en Lima. Geëxposeerd waren onder meer weefsels, tassen, verenmozaïeken, aardewerk, sieraden, metaalwerk, wapens, bekers, waardigheidstekens, kleine werktuigen, en twee mummies die afkomstig waren uit de museumcollecties van Hamburg en Lima.
De tentoonstelling werd geopend door prins Bernhard, die voorzitter was van een erecomité, waarvan onder anderen ook de ministers Joseph Luns en Jo Cals lid waren.
De tentoonstelling was voor Europa een primeur te noemen, want, aldus Houtzager in de catalogus, een tentoonstelling (...) uitsluitend gewijd aan Peruaanse kunst uit de periode vóór de verovering door de Spanjaarden in 1532, dus uit de pre-Inca- en Incatijd, werd echter - voor zover mij bekend - nog niet eerder gehouden. In een voetnoot voegt zij echter daaraan toe dat gelijktijdig - en toevalligerwijze - met de tentoonstelling in Utrecht een privécollectie van oud-Peruviaanse kunst in het Museum Rietberg in Zürich is te bezichtigen.